# Englemageren (film fra 2023)
Englemageren er en dansk psykologisk krimi-thriller fra 2023. Filmen er instrueret af Julie Ølgaard og Esben Tønnesen.
Filmen følger Laura, en cyberkriminalitetsdetektiv, der forfølger en brutal seriemorder.

## Medvirkende
- Julie R. Ølgaard - Laura
- Roland Møller - Jesper
- Neel Rønholt - Monica
- Stine Stengade - Sandra
- Jesper Ole Feit Andersen - Alex
- Arian Kashef - Mike
- Christopher Læssø - Marc
- Andrea Vagn Jensen - Grete
- Kristian Halken - Jørgen
- Mads Hjulmand - Bjørke
- Christine Gjerulff - Helene
- Michael Asmussen - Frederik
- Anders Nyborg - Bendt
- Anders Grau - Bo